# Pantalla tàctil d'ultrasons
Un pantalla tàctil d'ultrasons (en anglès airborne ultrasound tactil display) està dissenyada per proporcionar reacció tàctil a l'espai 3D. La pantalla emet ultrasons, i produeix camps de pressió d'alta fidelitat a les mans de l'usuari, que no necessita l'ús de guants o accessoris mecànics.
Amb avenços als camps com el disseny gràfic per ordinador, la simulació física i l'evolució a les tècniques de visualització, la demanda de tècniques d'interacció hàptica han augmentat enormement.
- Holovizio és un sistema de visualització 3D que té càmeres per capturar el moviment de les mans de l'usuari i el permet manipular objectes gràfics 3D.
- Un altre sistema d'interacció 3D és GrImage, un sistema de síntesi de models 3D en temps real a partir de diferents punts de vista d'objectes reals.

Per tant, per exemple, l'usuari de GrImage pot interaccionar amb els objectes virtuals en 3D a partir dels models reals que han estat capturats i sintetitzats en temps real. Aquests sistemes van ser dissenyats per permetre als usuaris manipular objectes en 3D amb les mans. Si aquests objectes proporcionessin a les mans dels usuaris una sensació tàctil a l'espai lliure (entenent aquest com l'espai al voltant de les mans de l'usuari), la utilitat d'aquests sistemes seria molt més gran.

## Estratègies per donar sensació tàctil
Hi ha dues estratègies convencionals per a proporcionar un estímul tàctil.
- Una estratègia consisteix a connectar pantalles tàctils a les mans dels usuaris. Immersió ha desenvolupat CyberTouch,[1] que compta amb petits estimuladors vibro-tàctils a cada dit i al palmell de la mà interaccionant amb els objectes del món virtual rebent estímuls tàctils. Tanmateix, aquesta estratègia sí que degrada les sensacions tàctils, ja que el contacte entre la pell i el dispositiu es produeix fins i tot quan no hi ha necessitat de proporcionar la sensació tàctil.
- Una altra estratègia és el control de la posició de les pantalles tàctils de manera que es posen en contacte amb la pell, només quan cal una resposta tàctil. Per exemple,Sato et al. van proposar un sistema robòtic multi-dits, mestre-esclau amb estímul electrotàctil a cada dit de la mà mestra.[2] La posició de la pantalla electrotáctil es controla perquè estigui en contacte amb el dit de l'usuari només quan el robot esclau agafa o toca objectes. Els principals inconvenients d'aquests sistemes són que requereixen braços robot voluminosos i mètodes de control complicats.
- El raig d'aire és un possible candidat per a proporcionar sensació hàptica a l'espai lliure.[3] No obstant això, quan es tracta de produir una sensació de textura i no una sensació cinètica, com va assenyalar Drif,[4] hi ha com a mínim dos grans inconvenients.

1. Primer, el raig d'aire no pot produir la força localitzada a causa de la difusió.
2. En segon lloc, també pateix d'amplada de banda limitat. A més, fins i tot si s'utilitzen múltiples broquets, la variació de la distribució espacial de la pressió és bastant limitada.

- Finalment, hi ha un mètode per produir la sensació tàctil amb ultrasons,[5] que és l'utilitzat per la pantalla tàctil d'ultrasò. Els prototips anteriors utilitzen l'aigua com a mitjà per a la propagació del so. Utilitzant ultrasons, el mètode pot ser aplicat per donar estímuls tàctils a les mans amb una resolució espacial i temporal. A l'espai, la distribució de la pressió es controla mitjançant la síntesi del camp d'ona.

## Mètode
El mètode es basa en un fenomen no lineal d'ultrasons, la radiació de pressió acústica. Que es descriu com:
On E [J/m^3] és la densitat d'energia de l'ultrasò, W [W / m^2] és la potència de so, C [m/s] és la velocitat del so, p [Pa] és la pressió  sonora de l'ultrasò, i ρ [kg/m3] és la densitat del medi. α és una constant que va d'1 a 2 depenent de les propietats de reflexió de la superfície de l'objecte. En el cas de la superfície de l'objecte reflecteixi perfectament l'ultrasò incident, el valor de α és 2, mentre que si s'absorbeix l'ultrasò incident sencer, el valor de α és 1. L'equació anterior suggereix que la distribució espacial de la pressió pot ser controlada mitjançant l'ús de la síntesi del camp d'ona.
Com més gran sigui la freqüència de l'ultrasò, menor és el diàmetre del centre de coordinació de l'ultrasò. Des del punt de vista de la resolució espacial, el diàmetre més petit és millor. Tanmateix, l'aire és un mitjà amb pèrdues i el seu coeficient d'atenuació a [Np/m] d'una ona sonora plana és aproximadament proporcional al quadrat de la freqüència de f^2. En aquest cas, la densitat d'energia E [J = m3] a la distància z [m] es descriu com,
On E0 és la densitat d'energia a la superfície del transductor. La figura 1 mostra la relació entre la freqüència dels ultrasons i la relació entre la pèrdua d'energia quan el so arriba a Z = 200 mm. Per simplificar, s'assumeix que el valor del coeficient d'atenuació A a 40 kHz és de 100 [dB = 100] = 1:15 103 £ [Np = m] (Bass et al. 1995), i que és proporcional a f^2 a les altres freqüència. Quan la freqüència dels ultrasons és de 40 kHz, la pèrdua d'energia és només del 4%. No obstant això, si la freqüència es converteix en quatre vegades més gran, el 50% de l'energia acústica emesa es perd. El prototip utilitza un ultrasò de 40 kHz perquè l'efecte de l'atenuació és relativament petit i els transductors d'ultrasons de 40 kHz són comuns.
Quan l'ultrasò s'aplica sobre la superfície de la pell, gairebé tot l'ultrasò incident es reflecteix. La impedància acústica característica de la pell  (zs) i la de l'aire (za) són 1,52 i 0,0004 [ Mkg/m^2 • s], respectivament. (Tingueu en compte que per simplicitat se suposa que la impedància acústica característica de la pell és igual a la de l'aigua). En aquest cas, la ràtio de reflexió d'intensitat sonora (RI) es calcula com,
Per tant, el 99,9% de l'energia acústica incident a la superfície de la pell es reflecteix. Hi ha dos avantatges induïdes per aquest fet.
1. En primer lloc, els ultrasons poden ser aplicats directament sobre la pell. No hi ha necessitat de tenir una pel·lícula reflexiva entre el medi i la pell.
2. Un altre avantatge és que l'energia de l'ultrasò es converteix directament en radiació acústica, ja que el coeficient α de l'equació inicial es maximitza amb la condició de reflexió perfecta.

Es pot estimar aproximadament la força total que es produeix amb una matriu de transductors. Suposem que la matriu es compon de transductors d'ultrasons  corrents que són generalment utilitzat per mesurar la distància o la detecció d'objectes. Un sol transductor és capaç d'exercir 20 Pa de pressió sonora a una distància de 300 mm. Si suposem que un únic transductor és considerat com un pistó circular, la pressió al llarg de l'eix central (eix z) es descriu com,
On λ, b, z, V0 és la longitud d'ona de l'ultrasò, el radi del transductor, la distància de la superfície de radiació, i la velocitat de les partícules a z = 0, respectivament. La relació entre la potència acústica W [W] irradiada des del transductor i V0 és,
On S0 i rA són l'àrea de la superfície de radiació per un únic transductor d'ultrasons i la part real de la impedància de radiació del pistó circular, respectivament. Si suposem b = 5a-10â'3 [m] i I »= 8,5 Ã-10â'3 [m], a continuació, rA es converteix en rA ~ 1. Com que utilitzem z = 300 A-10â'3 [m], | p | = 20 [Pa], i = 0 1.2 [kg / m 3], c = 340 [m / s], de les equacions anteriors, la potència del so produït amb un sol transductor W es calcula com,
Si el nombre de transductors utilitzats per formar la matriu és N, el total de força radiada, F [N], que emet l'ultrasò des de la matriu serà,
Si N és 100 i α és 2, basat en l'equació anterior, la força radiada total s'estima en 2,4 [GF]. Un valor de 2,4 gf és tan petit que és difícil de percebre la pressió estàtica. No obstant això, s'espera que la pressió radiada pugui ser modulat a 1 kHz, que és l'amplada de banda suficient per a la percepció tàctil dels humans i pot fer perceptible la sensació de vibració.

## Prototip
El prototip per a la producció d'estímuls tàctils consta d'una matriu anular de transductors d'ultrasons, un circuit de 12 canals d'amplificació, i un PC. Per tal de mesurar les propietats bàsiques de la pressió de radiació acústica produïdes amb l'ultrasò focalitzat. El prototip va ser dissenyat per produir un únic punt focal al llarg del centre de l'eix perpendicular a la superfície de radiació.

### Matriu anular
La freqüència de ressonància de cada transductor és de 40 kHz. La pressió acústica emesa per cada transductor és de 20 Pa a 300 mm de la superfície de radiació. Els transductors que estan a la mateixa distància del centre de la matriu es connecten per formar una matriu de 12 canals anulars. La figura (c) és el dibuix esquemàtic per explicar la connexió dels transductors. És possible establir tres tipus de cercles concèntrics que es troben al centre de la matriu. Els sis transductors estan a la mateixa distància del centre de la matriu, connectats elèctricament i al mateix temps. A causa de les interseccions entre l'hexàgon i el cercle, el nombre de transductors disposats a cada anell és de 12 o 6 (excepte a l'anell central). El retard de fase de l'ultrasò entre els transductors que emeten el senyal d'entrada és normalment diferent, per tant, abans de la fabricació de la matriu, es mesura el retard de fase de cada transductor i se seleccionen els quals tinguin un retard similar per a formar el mateix anell.

### Sistema
La figura (a) mostra el diagrama de blocs del sistema. El sistema consta d'un PC portàtil amb una targeta d'E/S digital (CSI292144, Interface Corporation), 12 
amplificadors de canal, i la matriu anular. Cada canal de sortida de la targeta digital és de 40 kHz d'ona rectangular. La taxa per a cada canal és d'1 Mbps, per tant, el retard temporal de la fase és d'un microsegon.

## Característiques
Per tal de confirmar la viabilitat del prototip es van mesurar les següents característiques: la força total que produeix, la resolució espacial de la radiació pressió i la resposta freqüèncial. Els informes subjectius de la sensació tàctil també es descriuen.

### Força total
La força total es mesura utilitzant una balança electrònica. La matriu anular es fixa a l'inrevés per sobre de la balança enfocant la radiació cap a la balança. La radiació d'ultrasons és contínua durant la mesura. El punt central de la radiació es fixa a 250 mm per sobre de la superfície de la balança i la distància entre la superfície de radiació i la balança electrònica és també, fixa de 250 mm. La força resultant va ser de 0,8 g, quan l'amplitud del senyal d'entrada era de 15 V. I en el cas que la distància fos de 0 mm, la força, mesurada és de 2,9 GF, que és propera al valor teòric calculat. La força, mesurada a la distància de 250 mm i 0 mm és diferent. La raó és que al primer cas només el lòbul principal de l'ultrasò es va centrar dins de la regió de la placa superior de la balança electrònica i el lòbul lateral no contribuïa a la força total. Si bé en aquest últim cas, tots els ultrasons radiats es van aplicar a la placa superior. Per tant, la força mesurada al voltant del punt focal millorarà amb un mètode d'enfocament més eficient.

### Resolució espacial
Per tal de mesurar la distribució espacial de la radiació acústica, es va utilitzar el sistema que es mostra a la figura. Una sonda de micròfon estava connectat a una etapa XYZ. La precisió de la posició de la sonda és de 0,1 mm. L'obertura del micròfon estava fixada a φ=2 mm.
La figura (a) mostra la distribució espacial de la radiació de pressió acústica al llarg de l'eix x. Les dades van ser obtingudes cada 2 mm. El sòlid, ratlla-punt i les línies de traços de la figura (a) corresponen a la posició del punt focal ZF = 225 mm, 250 mm i 275 mm, respectivament. S'observen dos trets característics a la figura (a):
1. En primer lloc, el diàmetre del punt focal està al voltant de 20 mm, independentment de la posició del punt focal.
2. En segon lloc, el màxim disminueix la intensitat sonora a mesura que la distància del centre de coordinació de la matriu s'incrementa, això és a causa de l'atenuació de l'ultrasò al medi amb pèrdues.

### Resultats sobre la sensació tàctil
La informació tàctil produïda pel dispositiu toca diversos temes:
- Se sent clarament la sensació de vibració quan es modula la radiació a través de ràfegues d'ones, les freqüències estan entre 20 Hz i 250 Hz.
- Quan la pressió radiada és constant, se sent només a l'inici i al final de la radiació de pressió. També produeix una lleugera sensació de flux d'aire al voltant del punt focal. Aquest flux d'aire es produeix a causa del corrent acústic.

## Aplicacions
La figura mostra el primer prototip de pantalla tàctil d'ultrasò. A causa de la radiació d'ultrasons de la matriu de transductors, la pressió acústica radiada s'exerceix sobre la pell de l'usuari. Cada transductor de la matriu és excitat de forma que l'ultrasò que està emetent produeix un únic punt focal. La càmera mesura la posició de la mà i la resposta tàctil es proporciona quan la mà està en contacte amb l'objecte virtual.
La pantalla tàctil d'ultrasons està dissenyada per proporcionar un estímul tàctil als usuaris de modelatge 3D, videojocs, etc. El sistema està compost per la pantalla tàctil d'ultrasons i un sistema de seguiment de la mà. La pantalla tàctil exerceix la radiació de pressió sobre les mans de l'usuari quan es "toquen" objectes virtuals en 3D.
El sistema de seguiment de mans utilitzat al prototip és un sistema simple compost d'una sola càmera. No obstant això, si la pantalla tàctil d'ultrasons, es combina amb la més sofisticada tecnologia de seguiment de la mà com Grimage, seria un sistema d'interacció tàctil més pràctic. També s'espera que mitjançant la superposició de la radiació de pressió acústica a la reproducció d'objectes gràfics en 3D amb pantalles estereoscòpiques, augmenti la realitat dels objectes 3D virtuals.

### Holografia 3D tàctil
Durant diverses dècades s'ha vist a les pel·lícules de ciència-ficció pantalles que projectaven imatges flotant a l'espai. L'objectiu de l'holografia 3D tàctil és afegir informació tàctil a la imatge que està flotant en 3D. Un dels majors problemes, fins ara, era la forma de presentar una sensació tàctil. Però encara que la sensació tàctil estès produïda per la pantalla tàctil d'ultrasons, es necessita l'experiència del contacte amb objectes reals de la natura.
El sistema desenvolupat no només pot fer que diversos objectes virtuals es vegin, sinó també que la sensació tàctil s'actualitzi basant-se en les dades digitals. És útil per als videojocs, 3D CADS, etc. La imatge mostra una demo en què les gotes de pluja cauen des de dalt. Quan la gota de pluja cau al palmell de l'usuari, se sent la sensació tàctil creada per l'ultrasò. A l'altra demostració, es veu i se sent una petita pilota que fa botar l'usuari al seu palmell.